# Носова кістка

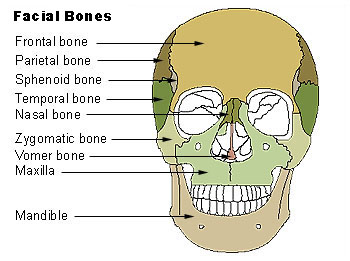
Носова кістка — Nasal bone

Носова кістка (лат. os nasale) — парна кістка лицевого черепа. Складається з двох пластинок чотирикутної форми. Сполучаючись між собою медіальними краями вони утворюють спинку носа. Вгорі ця кістка з'єднана з лобовою кісткою, а з боків — з лобовим відростком верхньої щелепи. На задній поверхні носової кістки, що обернена до порожнини носа, є решітчаста борозна для однойменного нерва.